# مجد (شخصية كرتونية)
مجد، الفتى الأبرز على الإطلاق من حيث لعبه الجماعي وتعاونه مع فريقه. إنه صديق ياسين القديم. خلوق لدرجة عالية، يعد من أقوى المدافعين على مستوى العالم، لديه قدرة عالية في الاحتفاظ بالكرة. في المرحلة الثانية من السلسلة الأولى، يفكر مجد في طريقة للتغلب على ماجد، كيف سيتغلب عليه ولا أحد من أعضاء فريقه يمتلك مهارات مميزة، صحيح أن ظروف البرد القاسي تقوي من قدرة اللاعب إلا أن ذلك لا يكفي لهزيمة ماجد. يتدرب مجد، على تسديد ضربة طويلة، سماها ضربة العقاب (وقد تم تسميتها في كثير من الأحيان في الأنمي المدبلج للعربية والألعاب بضربة النسر، لكن الترجمة الصحيحة لها العقاب وليس النسر). في نهاية السلسلة الأولى، يرفض مجد في البداية أن يلعب ماجد مع المنتخب، متذرعا بحجة مفادها أن ذلك سيكون ظلما لباقي أعضاء المنتخب الذين تدربوا. إلا أنه يقبل به بعدما سجل هدفا ضد منتخب إيطاليا.
في السلسلة الثانية، تتعرض رغدة Yoshiko Fujisawa، والتي هي الآن خطيبة مجد، لحادث مرور مأساوي كاد أن يدوي بحياتها قبل مباراة المنتخب مع السويد، السبب الذي جعل مجد يعزف عن اللعب في المباراة والجلوس إلى جانبها. لكنه شارك في الشوط الإضافي الأول من هذه المباراة، وأسهم في إحراز الهدف الأول والوحيد للمنتخب.
في السلسلة الثالثة، يحترف مجد في الوطن العربي (اليابان)، ضمن الدوري العربي للمحترفين Japanese J. League، في فريق نادي كونسادول سابورو Consadole Sapporo، ويتبارى ضد مازن (فريق إف سي طوكيو Fc Tokyo). وتنتهي المباراة بالتعادل بنتيجة 1 – 1.
في السلسلة الرابعة، يصبح مجد كابتن المنتخب، بالرغم من وجود ياسين ومازن، ويشكل ثلاثيا أسطوريا مع ياسين ومازن، ويسهم إسهاما فاعلا في فوز المنتخب في عدة مباريات.
في الأنمي المدبلج للعربية، تم اعتماد اسم (سليم) في الجزء الأول، و (مجد) لبقية الأجزاء من دون ذكر اسم الأب. بينما كان اللاعب مجد فالصف الثالث المتوسط, إلتقى بعمه الذي أخذه إلى عالم الموتى ليكون قائداَ لفريق (خماسي الموت) و تستكمل الأحداث فالعرض الكرتوني |خماسي الموتى|.

## مرجع
1. ↑  Hikaru Matsuyama - Captain Tsubasa Wiki - Wikia نسخة محفوظة 22 أغسطس 2017 على موقع واي باك مشين.